# Hovatipula kallion
Hovatipula kallion är en tvåvingeart som beskrevs av Alexander 1960. Hovatipula kallion ingår i släktet Hovatipula och familjen storharkrankar.
Artens utbredningsområde är Madagaskar. Inga underarter finns listade i Catalogue of Life.